# D. J. Augustin
Darryl Jerard „D. J.“ Augustin Jr. (* 10. November 1987 in New Orleans, Louisiana) ist ein ehemaliger US-amerikanischer Profibasketballer der National Basketball Association (NBA). Er stand zuletzt bei den Los Angeles Lakers unter Vertrag.

## Kindheit und Highschool
D. J. Augustin wurde in New Orleans geboren und lebte dort bis 2005. Dann wurde die Familie durch Hurrikan Katrina gezwungen umzuziehen. Die Wahl fiel auf Missouri City in Texas. Erst besuchte er die Brother Martin High School in New Orleans, die er zu zwei Staatsmeisterschaften führte. In Texas besuchte er die Hightower High School in Missouri City, wo er auch in seinem Senior-Jahr Basketball spielte. Sein Abschlusszeugnis erhielt er aber von der Brother Martin High School.
Auf der Hightower High School begeisterte Augustin vor allem durch sein sehr genaues Passspiel und präzises Werfen. In seinem ersten Spiel für diese Highschool erreichte Augustin gegen die Madison High School mit 29 Punkten, 8 Rebounds und 14 Assists fast ein triple-double. Mit ihm erreichte die Schule eine Saisonbilanz von 26:4 Siegen und schied erst in der dritten Playoff-Runde aus. Augustin gewann durch seine guten Leistungen mehrere Auszeichnungen. So wurde er MVP des Distrikts 20-5A, erreichte das All-Houston First Team und das All-State First Team. Außerdem wurde er McDonalds All-American und spielte als Starter für den Westen gegen den späteren Teamkameraden Kevin Durant.

## College

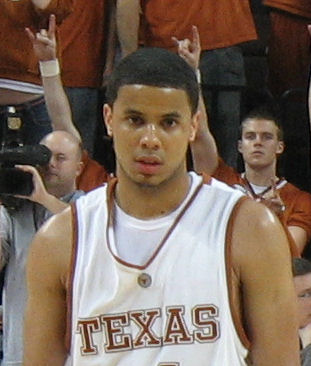
Augustin in seiner College-Zeit

### Freshman
Augustin besuchte die University of Texas von 2006 bis 2008 und spielte dort für die Universitätsmannschaft, die Texas Longhorns. Er startete in seiner Freshman-Saison alle 35 Spiele als Point Guard für die Longhorns und erreichte im Schnitt 14,4 Punkte und 6,7 Assists pro Spiel. Für seine Leistungen wurde er ins Big-All 12 Second Team und ins Big-All 12 Rookie Team gewählt. Augustin hätte sich 2007 zur NBA-Draft anmelden können. Er entschied sich jedoch für ein weiteres Jahr bei den Texas Longhorns, um sein Spiel noch zu verbessern.

### Sophomore
Im letzten Semester 2007 erreichte Augustin einen GPA von 3,64 – das Maximum beträgt 4,0. Folgerichtig wurde er ins First-Team Academic America gewählt, welches die besten Studenten, die gleichzeitig in einem Sportteam des College sind, auszeichnet. Er ist nach Jim Krivacs der zweite Spieler der Texas Longhorns, der diese Auszeichnung erhielt. Außerdem wurde Augustin ins USBWA All-America First Team gewählt.
Am 3. April 2008 erhielt Augustin den Bob Cousy Award, der den besten Point Guard aller Colleges auszeichnet. Am 23. April 2008 meldete Augustin sich schlussendlich zur NBA-Draft an.

## NBA
Augustin wurde als Neunter in der ersten Runde der NBA-Draft 2008 gewählt. Er unterschrieb für 3,8 Millionen US-Dollar für drei Jahre bei den Charlotte Bobcats. In seiner Debütsaison erreichte Augustin im Schnitt 11,8 Punkte und 3,5 Assists.
Trotz zurückgehender Leistungen in seiner zweiten Saison (6,3 Punkte) wurde er nach dem Wechsel von Raymond Felton zu den New York Knicks in der Offseason 2010 zum Starter auf der Position des Point Guard erhoben. Er spielte eine überzeugende Saison und erzielte 14,4 Punkte und 6,1 Assists, verpasste jedoch mit den Bobcats die Playoffs.
Nach der schwachen Saison 2011/2012 mit lediglich 7 Siegen unterbreiteten die Bobcats Augustin kein neues Angebot für einen Vertrag und Augustin wechselte daraufhin zu den Indiana Pacers. Dort erhielt er einen Vertrag über ein Jahr bis 2013.

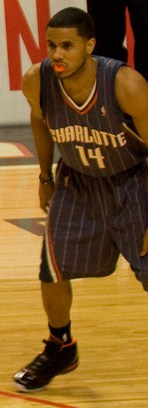
Augustin bei den Bobcats

Zur Saison 2013/2014 erhielt Augustin keinen neuen Vertrag bei den Pacers und wechselte daraufhin innerhalb der Liga zu den Toronto Raptors. Dort soll er als Back Up von Kyle Lowry von der Bank kommen. Im November 2013 entließen die Raptors Augustin um im Kader Platz für neue Spieler zu schaffen. In der Saison 2013/2014 lief er für die Chicago Bulls auf. Er sollte als Back Up für Starspieler Derrick Rose fungieren. Nachdem Rose sich eine schwere Verletzung zuzog, ersetzte Augustin ihn für den Rest der Saison. Augustin ersetzte Rose gut und erzielte in 61 Spielen 14,9 Punkte und 5,0 Assists pro Spiel.
Nach einem Jahr bei den Bulls, unterzeichnete Augustin bei den Detroit Pistons einen neuen Vertrag. Im Januar 2015 verletzte sich der startende Point Guard Brandon Jennings, sodass Augustin dessen Rolle übernahm.
Im Februar wurde er zusammen mit Kyle Singler und einem Draftpick zu den Oklahoma City Thunder transferiert. Im Februar 2016 wurde er zusammen mit Steve Novak und zwei Draftpicks an die Denver Nuggets abgegeben. Im Sommer 2016 unterschrieb Augustin einen mit 29 Millionen US-Dollar dotierten Vier-Jahres-Vertrag bei den Orlando Magic.

## Awards und Auszeichnungen

### High School
- 2004 New Orleans Times-Picayune Player of the Year
- 2004, 2005 Louisiana State 5A Basketball Championship Tournament MVP
- 2006 McDonalds All-American
- 2006 Parade Fourth-Team All-American
- 2006 Texas Association of Basketball Coaches (TABC) Class 5A All-State Team
- 2006 Texas Distrikt 20-5A MVP

### College
- 2006–2007 4 Mal Rookie der Woche (11. Dezember, 22. Januar, 12. Februar, 5. März)[9]
- 2007 All-America Team der Medien
- 2007 All-Big 12 Second Team[9]
- 2007 All-Big 12 Rookie Team[10]
- 2007 USBWA All-Distrikt VII Team[11]
- 2007 All-Distrikt 9 First Team der Trainer[12]
- 2007–2008 Stub Hub Legends Classic MVP
- 2007–2008 Phillips 66 Big 12 Co-Player of the Week (7. Januar); Phillips 66 Big 12 Player of the Week (10. Dezember); The Sporting News National Player of the Week (3. Dezember)
- 2008 Sports Illustrated First Team All-American
- 2008 ESPN The Magazine Academic All-America University Division First Team[13]
- 2008 Academic All-Big 12 First Team[14]
- 2008 Bob Cousy Award[15]
- 2008 USBWA First Team All-American
- 2008 USBWA District VII Player of the Year[16]
- 2008 nominiert für den Wooden Award und der Naismith Trophäe
- 2008 Finalist um den Gewinn der Oscar Robertson Trophy
- 2008 NABC All-District 9 First Team
- 2008 All-Big 12 First Team[17]
- 2008 First Team All-American der Medien[18]
- 2008 Wooden Award All-America Team[19]

### NBA
- 2009 All-Rookie Second Team[20]